# 飯村ふみ
飯村 ふみ（いいむら ふみ 、生没年不詳）は、大正時代の日本画家。

## 来歴
鏑木清方の門人。飯村文子ともいう。郷土会の第1回（文子）、第2回（ふみ）、第4回（文子）展覧会に作品を出品している。1919年、伊東深水が「女性の類型的境界を全く脱したもの」と雑誌『中央美術』に特筆、紹介している。1915年の第1回郷土会展に「羊と子供」を、1916年の第2回展に「演芸の後」、1918年の第4回展に「異人館」を出品している。